# Пауль Веннекер
Пауль Веннекер (нім. Paul Wenneker; 27 лютого 1890, Кіль — 17 жовтня 1979, Гамбург) — німецький військово-морський діяч, адмірал крігсмаріне. Кавалер Лицарського хреста Хреста Воєнних заслуг з мечами.

## Біографія
1 квітня 1909 року поступив на службу у ВМФ кадетом, служив на легких крейсерах «Майнц» і «Кенігсберг».
28 серпня 1914 року «Майнц» був потоплений в битві при Гельголанді. Веннекер потрапив у британський полон, 15 січня 1918 року інтернований в нейтральні Нідерланди. 10 грудня 1918 року повернувся в Німеччину і продовжив службу у ВМФ.
З 28 грудня 1933 року - морський аташе в німецькому посольстві в Токіо. В Кінці серпня 1937 року отримав наказ повернутися до Німеччини і 3 вересня призначений командиром важкого крейсера «Дойчланд» (15 листопада 1939 року перейменований на «Лютцов»). На цьому кораблі Веннекер брав участь у громадянській війні в Іспанії, забезпечуючи безпеку морських маршрутів біля Піренейського півострова, з 24 липня до 15 серпня 1938 року - командувач силами ВМС Німеччини в Іспанії.
З початком Другої світової війни Веннекер брав участь в атаках на торгові кораблі в Атлантиці, до 29 листопада 1939 року залишався командиром  «Лютцова», 6 лютого 1940 року переведений в ОКМ. Згодом Веннекера знову призначили морським аташе в Токіо, а також «адміралом Східної Азії». Веннекер перебував у Японії до кінця війни.
Після капітуляції Японії 2 вересня 1945 року Веннекер потрапив у американський полон, 5 листопада 1947 року звільнений.
В 1966 році окружний суд Гамбурга розглядав справу Веннекера: як морський аташе в Токіо, він віддав наказ залишати полонених на борту кораблів, які збираеться затопити їх команда. В даному випадку розглядали загибель полоненого матроса Альфреда Павеліта під час затоплення блокадопроривача «Ріо Гранде» 4 січня 1944 року і журналіста Карла Гофмаєра, який був радянським шпигуном, під час затоплення блокадопроривача «Бургенланд» 5 січня 1944 року. Суд присяжних визнав Веннекера винним у ненавмисному вбивстві, проте він не був засуджений.

## Звання
- Зее-кадет (1 квітня 1909)
- Фенріх-цур-зее (12 квітня 1910)
- Лейтенант-цур-зее (19 вересня 1912)
- Обер-лейтенант-цур-зее
- Капітан-лейтенант (15 лютого 1920)
- Корветтен-капітан (1 жовтня 1928)
- Фрегаттен-капітан (1 жовтня 1933)
- Капітан-цур-зее (1 квітня 1935)
- Контр-адмірал (1 жовтня 1939)
- Віце-адмірал (1 вересня 1941)
- Адмірал (1 серпня 1944)

## Нагороди
- Залізний хрест
  - 2-го класу (15 червня 1918)
  - 1-го класу (20 березня 1919)
- Почесний хрест ветерана війни з мечами (23 жовтня 1934)
- Медаль «За вислугу років у Вермахті» 4-го, 3-го, 2-го і 1-го класу (25 років; 2 жовтня 1936) — отримав 4 медалі одночасно.
- Орден Священного скарбу 3-го класу (Японська імперія; 30 липня 1937)
- Іспанський хрест в сріблі (6 червня 1939)
- Медаль «У пам'ять 22 березня 1939 року»
- Застібка до Залізного хреста 2-го і 1-го класу — обидві нагороди отримав у листопаді 1939 року.
- Хрест Воєнних заслуг
  - 2-го класу з мечами (20 квітня 1942)
  - 1-го класу з мечами (16 грудня 1942)
- Орден Вранішнього Сонця 1-го класу (Японська імперія)
- Німецький хрест в сріблі (24 квітня 1944)
- Лицарський хрест Хреста Воєнних заслуг з мечами (18 січня 1945)